# Steven Sanders
Steven Sanders (19 augustus 1976) is een Belgische gitarist, bekend als stichter, gitarist en manager van Spoil Engine. Als ingenieur is hij de oprichter van het micro-elektronica bedrijf Quicksand.

## Gitarist
Van 1996 tot 2002, was hij oprichter en gitarist bij 'Deformity', een metalband die voornamelijk toerde in de Europese underground scene en speelde op Dour festival.
Vanaf 2004 tot heden, is hij stichtend lid en leadgitarist in de metalband Spoil Engine, die onder andere 5x op Graspop, en 2x op Pukkelpop stond en internationale festivals speelde zoals 70 000 Tons of Metal cruise, Wacken Open Air, MIDI China, Summer Breeze, Eurosonic, Zwarte Cross en andere. Spoil Engine leverde toursupport aan bands zoals Megadeth, Motörhead, Killswitch Engage, Papa Roach, Arch Enemy and Prong en stond met 2 singles in de Afrekening.
Steven Sanders is ook CEO van 'Daily Sin Entertainment', het management bureau rond Spoil Engine en sloot contracten af met Roadrunner Records, Universal, Nuclear Blast en Live Nation. Hij kon ook Panamarenko overtuigen om een kunstwerk te leveren voor de platenhoes van het album 'The Art of Imperfection'.
In maart 2020 speelde hij 100 opeenvolgende avonden 'Top Gun theme' op 100 verschillende locaties

## Micro-elektronica
In 2001 studeerde Sanders cum laude af als 'Master of Science in electronic engineering' aan de 'Leeds Metropolitan University'. Tijdens zijn loopbaan bij IMEC was hij mede-uitvinder van
2 patenten rond laagvermogen draadloze toepassingen.
In 2005 startte hij het micro-elektronicabedrijf Quicksand.

## Invloeden
- Dimebag Darrell (Pantera)
- Michael Amott (Carcass/Arch Enemy)
- John Norum (Europe)

## Endorsements
- Mayones Guitars (2005–2012)
- ENGL amplification (2013–present)
- BlacKat guitars (2013–present)
- Mooer (2017–present)
- Kemper Amps (2017–present)
- EVH 5150 (2019–present)
- Charvel guitars (2019-present)

## Discografie

### Met Deformity
- Live Beyond (1996 - demo)
- Misanthrope (1997 - EP on Goodlife)
- Murder within Sin (1999 - Blasphemour Records)
- Superior (2002 - Displeased Records)

### Met Spoil Engine
- The fragile light before ignition (2006 - demo)
- Skinnerbox v.07 (2007 - Apache Records)
- Antimatter (2009 - Roadrunner Records)
- The art of imperfection (2012 - Universal)
- Stormsleeper EP (2015 - Daily Sin Entertainment)
- Stormsleeper (2017 - Arising Empire/Nuclear Blast)
- Renaissance Noire (2019 - Arising Empire/Nuclear Blast)